# Villa Guerrero (Jalisco)
Villa Guerrero è un comune del Messico, situato nello stato di Jalisco.